# Jaú (São Paulo)
Jaú, amtlich portugiesisch Município de Jaú, ist eine Stadt im brasilianischen Bundesstaat São Paulo. Sie hatte im Jahr 2010 131.040 Einwohner, die Bevölkerungszahl wurde im Jahr 2019 auf 150.252  Bewohner geschätzt, die auf einer Gemeindefläche von 687,1 km² leben. Die Entfernung zur Hauptstadt São Paulo beträgt 296 km.

## Geschichte
Im Zuge der Bandeirantes-Bewegung kamen Siedler den Rio Tietê entlang auch hier her. An der Mündung eines Baches (port. Ribeirão) in den Tietê fischten sie dabei einen großen Jaú-Fisch und nannten die Stelle fortan Barra do Ribeirão do Jaú. Jaú geht auf den Begriff Ya-Hu der lokalen Tupí-Guaraní-Sprachen zurück, der einen großen, gefräßigen Fisch der Region bezeichnet. Die Siedler, die sich hier niederließen, entschlossen sich zur Gründung einer Ortschaft. Am 15. August 1853 gründeten sie eine Kommission zur Gründung ihres Ortes. 1859 wurde Jaú eine eigene Gemeinde (Freguesia) im Kreis (Município) von Brotas. 1866 wurde Jaú zur Kleinstadt (Vila), und 1889 zur Stadt (Cidade) erhoben. Seit 1889 ist es zudem ein eigenständiger Kreis.
Der ertragreiche Boden führte zum Städtespitznamen „Capital da Terra Roxa“ (Hauptstadt der Terra Roxa).

## Religion
Das Christentum ist in der Stadt wie folgt vertreten:

### Römisch-katholische Kirche
Die katholische Kirche in der Gemeinde ist Teil der Bistum São Carlos.

### Protestantische Kirche
In der Stadt gibt es die unterschiedlichsten evangelischen Glaubensrichtungen, hauptsächlich Pfingstler, darunter die brasilianischen Assemblies of God (die größte evangelische Kirche des Landes), die Christliche Kongregationalistische Kirche in Brasilien, und andere.

## Söhne und Töchter der Stadt
- Paulo de Tarso Campos (1895–1970), römisch-katholischer Geistlicher, Erzbischof von Campinas
- João Ribeiro de Barros (1900–1947), Luftfahrtpionier, der bereits vier Monate vor Charles Lindbergh im Nonstop den Atlantik überquerte
- Hilda Hilst (1930–2004), Lyrikerin, Schriftstellerin und Dramatikerin
- Niède Guidon (1933–2025), Archäologin
- José Antônio Aparecido Tosi Marques (* 1948), katholischer Geistlicher, Erzbischof von Fortaleza
- Jonas Eduardo Américo (* 1949), Fußballspieler
- Luís Eduardo Schmidt, bekannt als Edu (* 1979), Fußballspieler
- Leandro Castán (* 1986), Fußballspieler
- André Luís Leite (* 1986), Fußballspieler
- Walter (* 1987), Fußballtorhüter
- Guilherme Bissoli Campos (* 1998), Fußballspieler